# Rhyacophila hirticornis
Rhyacophila hirticornis är en nattsländeart som beskrevs av Mclachlan 1879. Rhyacophila hirticornis ingår i släktet Rhyacophila och familjen rovnattsländor. Inga underarter finns listade i Catalogue of Life.